# Hoofdklasse (mannenhandbal) 1966/67
De Hoofdklasse was de hoogste afdeling van het Nederlandse handbal bij de heren op landelijk niveau. In het seizoen 1966/1967 werd ESCA landskampioen.

## Teams
| Club            | Plaats     | Provincie     |
| --------------- | ---------- | ------------- |
| Aalsmeer        | Aalsmeer   | Noord-Holland |
| AHC '31         | Amsterdam  | Noord-Holland |
| ESCA            | Arnhem     | Gelderland    |
| Niloc           | Amsterdam  | Noord-Holland |
| Olympia Hengelo | Hengelo    | Overijssel    |
| Operatie '55    | Den Haag   | Zuid-Holland  |
| Quintus         | Kwintsheul | Zuid-Holland  |
| Sittardia       | Sittard    | Limburg       |

## Stand
| Pos | Team         | Wed | W  | G | V  | Ptn | DV  | DT  | +/− | Opmerking                                    |
| --- | ------------ | --- | -- | - | -- | --- | --- | --- | --- | -------------------------------------------- |
| 1   | ESCA         | 14  | 10 | 2 | 2  | 22  | 167 | 124 | +43 | Beslissingswedstrijd voor landskampioenschap |
| 2   | Niloc        | 14  | 11 | 0 | 3  | 22  | 223 | 189 | +34 | Beslissingswedstrijd voor landskampioenschap |
| 3   | Sittardia    | 14  | 9  | 2 | 3  | 20  | 206 | 160 | +46 |                                              |
| 4   | AHC '31      | 14  | 6  | 3 | 5  | 15  | 186 | 194 | −8  |                                              |
| 5   | Olympia HGL  | 14  | 5  | 1 | 8  | 11  | 164 | 168 | −4  |                                              |
| 6   | Operatie '55 | 14  | 5  | 0 | 9  | 10  | 176 | 203 | −27 |                                              |
| 7   | Aalsmeer     | 14  | 4  | 0 | 10 | 8   | 184 | 192 | −8  |                                              |
| 8   | Quintus (R)  | 14  | 2  | 0 | 12 | 4   | 161 | 237 | −76 | Degradatie naar de Overgangsklasse           |

Note: Doelsaldo werd niet meegeteld voor de algemene rangschikking.

## Uitslagen

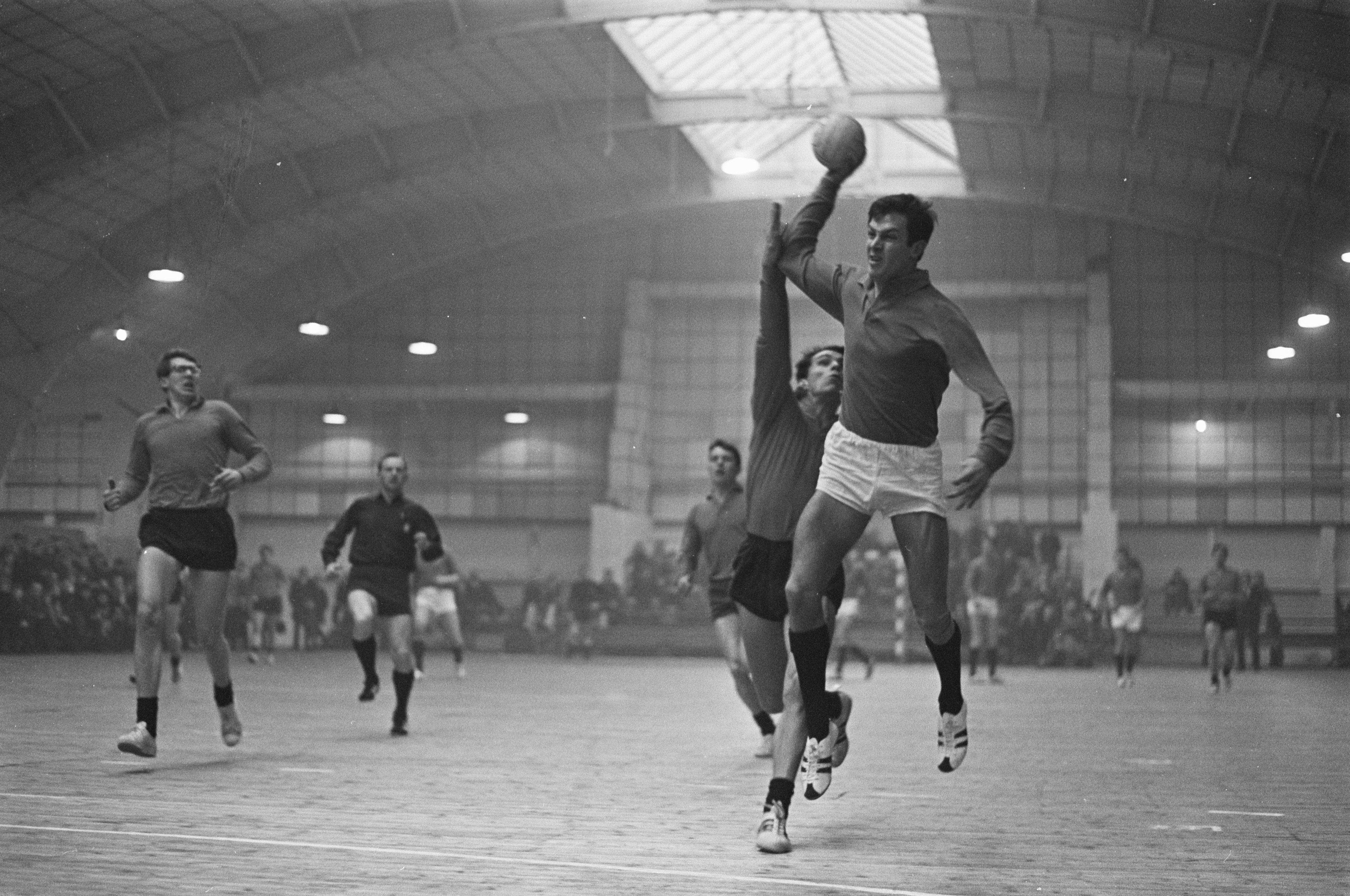
Niloc tegen ESCA 16-9, aanval Esca, links Eddy Hiensch (Niloc).

| Thuis \ Uit  | AAL   | AHC   | ESC   | NIL   | OLY   | OPE   | QUI   | SIT   |
| ------------ | ----- | ----- | ----- | ----- | ----- | ----- | ----- | ----- |
| Aalsmeer     |       | 11–12 | 7–11  | 10–19 | 15–8  | 13–17 | 24–10 | 10–17 |
| AHC '31      | 15–13 |       | 7–7   | 16–21 | 11–11 | 16–13 | 16–11 | 14–14 |
| ESCA         | 8–7   | 14–9  |       | 18–7  | 9–3   | 19–11 | 13–6  | 7–7   |
| Niloc        | 19–13 | 16–19 | 16–9  |       | 14–13 | 16–12 | 15–11 | 17–12 |
| Olympia HGL  | 17–10 | 16–13 | 10–11 | 17–11 |       | 15–14 | 16–14 | 8–11  |
| Operatie '55 | 12–13 | 17–16 | 13–12 | 11–12 | 14–11 |       | 8–9   | 8–23  |
| Quintus      | 11–28 | 11–12 | 14–20 | 13–22 | 10–9  | 12–16 |       | 12–16 |
| Sittardia    | 16–10 | 19–10 | 7–9   | 15–18 | 11–10 | 16–10 | 22–17 |       |

## Beslissingswedstrijd kampioenschap
Omdat ESCA en Niloc met een gelijk aantal punten waren geëindigd en het doelsaldo wordt genegeerd, moesten beide teams een beslissingswedstrijd spelen om het kampioenschap.
| 18 maart 1967 20:05 uur | Niloc | 9 - 14 | ESCA | Sporthal Oss, Oss |
| 18 maart 1967 20:05 uur |       |        |      | Sporthal Oss, Oss |
| 18 maart 1967 20:05 uur |       |        |      | Sporthal Oss, Oss |

|               |
| ESCA 1e titel |